# Anka Georgieva
Anka Georgieva, född den 24 november 1959 i Varna i Bulgarien, är en bulgarisk roddare.
Hon tog OS-brons i scullerfyra i samband med de olympiska roddtävlingarna 1980 i Moskva.